# The Art of Computer Programming
The Art of Computer Programming (en castellano, «El arte de programar ordenadores») es una extensa monografía escrita por Donald Knuth que trata acerca de análisis de algoritmos de programación.
Knuth inició el proyecto en 1962, originalmente concebido como un solo libro de 12 capítulos, pero que finalmente no mantuvo.

## Ediciones
En la 1ª edición, fueron publicados solamente tres volúmenes (de los siete esperados) en 1968, 1969 y 1973, respectivamente.
En 1973, se publicó una 2ª edición dedicada a estudiantes con un logograma que señalaba World Series Student, que era una edición en un formato más pequeño y más barata.
La 3ª edición (fiel en cuanto a formato a la 1ª) salió en 1981 y se publicaron de nuevo los  mismos tres volúmenes.
En la 4ª edición Knuth prosigue el proyecto. La primera entrega del volumen 4A (un fascículo en rústica) fue publicada en 2005 y la versión en tapas duras en 2011; la edición encuadernada del volumen 4B siguió en 2022. Knuth ha planificado entregar fascículos adicionales cada dos años.

## Volúmenes
- Volumen 1 - Algoritmos fundamentales (capítulos 1 y 2)
- Volumen 2 - Algoritmos seminuméricos (capítulos 3 y 4)
- Volumen 3 - Ordenamiento y búsqueda (capítulos 5 y 6)
- Volumen 4 - Algoritmos combinatoriales (capítulos 7 y 8)
  - Volumen 4A - Búsqueda combinatorial (capítulo 7 parte 1)
  - Volumen 4B - Búsqueda combinatorial (capítulo 7 parte 2)
  - Volumen 4C y quizás 4D y 4E - Optimización y recursión, en preparación (continuación de capítulo 7 y capítulo 8)
- Volumen 5 - Algoritmos sintácticos, planificado (en 2011, estimado para 2020) (capítulos 9 y 10)
- Volumen 6 - Teoría de lenguajes libre de contexto, planificado
- Volumen 7 - Técnicas de compiladores, planificado

## Capítulos
- Capítulo 1 - Conceptos básicos (volumen 1)
- Capítulo 2 - Estructuras de información (volumen 1)
- Capítulo 3 - Números aleatorios (volumen 2)
- Capítulo 4 - Aritmética (volumen 2)
- Capítulo 5 - Ordenamiento (volumen 3)
- Capítulo 6 - Búsqueda (volumen 3)
- Capítulo 7 - Búsqueda combinatorial (volumen 4)
- Capítulo 8 - Recursión (volumen 4)
- Capítulo 9 - Escaneo léxico (volumen 5)
- Capítulo 10 - Técnicas de análisis sintáctico (también incluidos búsqueda de cadenas de caracteres y compresión de datos) (volumen 5)

- Datos: Q82438
- Multimedia: Category:The Art of Computer Programming / Q82438